# Distinction entre concept et objet
En philosophie du langage, la distinction entre le concept et l'objet fut énoncée par le philosophe allemand Gottlob Frege.
Selon Frege, tout énoncé de la forme d'une proposition particulière est composé d'un terme (nom propre ou un terme général accompagné d'un article défini) qui dénote un objet et d'un prédicat (la copule « est » et un terme général accompagné d'un article indéfini ou d'un adjectif) qui dénote un concept. Par exemple : « Socrate est un philosophe » est composé de « Socrate » (qui dénote l'item Socrate) et de « est un philosophe » (qui dénote le concept d'être un philosophe).
Cette conception se distingue de la logique traditionnelle, dans laquelle toute proposition (ou énoncé) est composée de deux termes généraux liés par la copule « est ».

### Textes
- Écrits logiques et philosophiques, Gottlob Frege, Éditions du Seuil, 1971
- (de) G. Frege, « Über Begriff und Gegenstand », Vierteljahresschrift für wissenschaftliche Philosophie, vol. 16,‎ 1892, p. 192-205
- (en) P. Geach et M. Black, Translations from the Philosophical writings of Gottlob Frege, Oxford, 1952 (p. 42-55 : trad. de Über Begriff und Gegenstand)

### Études
- (en) Cora Diamond, What does a Concept-Script Do?, sec. II
- (en) Michael Dummett, Frege: Philosophy of Language, chap.7, p. 211-219
- (en) P. Geach, Reference & Generality, Ithaca (NY), 1962
- (en) Terence Parsons (en), « Why Frege should not have said `the Concept Horse is not A Concept' », History of Philosophy Quarterly, vol. 3,‎ 1986, p. 449-465
- (en) Michael David Resnik, Frege’s Theory of Incomplete Entities, en particulier sec. 5-7
- (en) B. Russell, The Principles of Mathematics, § 21 et § 475-496
- (en) R. M. Sainsbury (en), Departing from Frege: Essays in the philosophy of language, Routledge, 2002, 234 pp,  (ISBN 0-41527-255-6) [présentation en ligne]
- (en) B. H. Slater, « Concept And Object In Frege », Minerva, vol. 4,‎ 2000
- (en) Crispin Wright, « Why Frege does not deserve his grain of salt: a Note on the Paradox of "The Concept Horse" and the Ascription of Bedeutungen to Predicates" », dans Grazer Philosophische Studien, Rodopi, 1998 (ISBN 978-9-0420-0466-5)